# Xuanyuanjiao

Simbolo del Xuanyuanjiao

Lo Xuanyuanjiao (軒轅教, Wade-Giles: Hsuan Yuan Chiao; letteralmente: insegnamento dell'Imperatore Giallo) è un nuovo movimento religioso fondato a Taiwan nel 1957 da Wang Hansheng (王寒生) (1899– 1989) politico e in passato leader del KMT a Changchun.
Lo Xuanyuanjiao si fonda essenzialmente sul credo nel rispetto nei confronti del Cielo — ovvero Dio — e dei defunti, in particolare l'imperatore Huang Di.

## Dottrina
Il suo fondatore, Wang Hansheng, rifugiatosi nel 1949 a Taiwan dopo la guerra civile cinese, fu lungamente tormentato da una questione: come ha potuto un paese con un così grande territorio come la Cina cadere nelle mani del comunismo in un così breve periodo di tempo? Dopo profonde riflessioni, attribuì la perdita all'assenza di uno spirito nazionale che poteva essere recuperato solo con una sorta di Rinascimento della cultura cinese.
Wang Hansheng elaborò nel corso degli anni una dottrina atta recuperare le radici culturali e il sentimento nazionalistico cinese. Dimostrando una forte padronanza dei classici cinesi come i Cinque Classici, i Quattro Libri, il Daodejing e il Shiji, operò un forte sincretismo tra i principi base del Taoismo e Confucianesimo, con elementi tratti dalla filosofia di Mozi. Wang Hansheng così supponeva di ricostruire la "religione nazionale", un sistema religioso-filosofico ritenuto in uso nel periodo della dinastia Han, basato sul culto del progenitore di tutti gli Han, l'imperatore giallo.
Al pari del Taoismo, il Xuanyuanjiao è principalmente una religione cosmica centrata sul posto e la funzione dell'essere umano, di tutte le creature e dei fenomeni in esso. Trae dal Confucianesimo un sistema morale che pone una forte enfasi ai legami familiari e all'armonia sociale tra gruppi più vasti, quindi alla rettitudine del mondo reale. Sempre dal Confucianesimo riprende il razionalismo e quindi rifiuta le pratiche che presuppongono l'intermediazione di esseri soprannaturali, considerandole forme di superstizione. Si può ottenere la salvezza attraverso l'unione col Dào (道) mediante la purificazione e l'auto-miglioramento, con i quali si può ottenere l'illuminazione e l'elevazione divina.

## Culto
La base per le pratiche religiose sono vari rituali in onore di Huang Di (l'imperatore giallo) per i suoi insegnamenti e quale comune antenato, a cui si aggiungono gli eroi nazionali cinesi, da Confucio al rivoluzionario Sun Yat-sen.
Si suppone che l'imperatore abbia lasciato 17 libri sacri con i suoi insegnamenti ("Huangdijing" 黃帝經), alcuni dei quali sono stati perduti e di cui si conosce solo il titolo.
La più importante cerimonia, sempre in onore di Huang Di, è tenuta ogni anno lunare al nono giorno del primo mese. Ulteriori cerimonie si tengono al quinto giorno del quarto mese e al nono giorno del nono mese per celebrare il compleanno di Huang Di e la sua ascesa al Cielo. I servizi religiosi si tengono la domenica.

## Diffusione

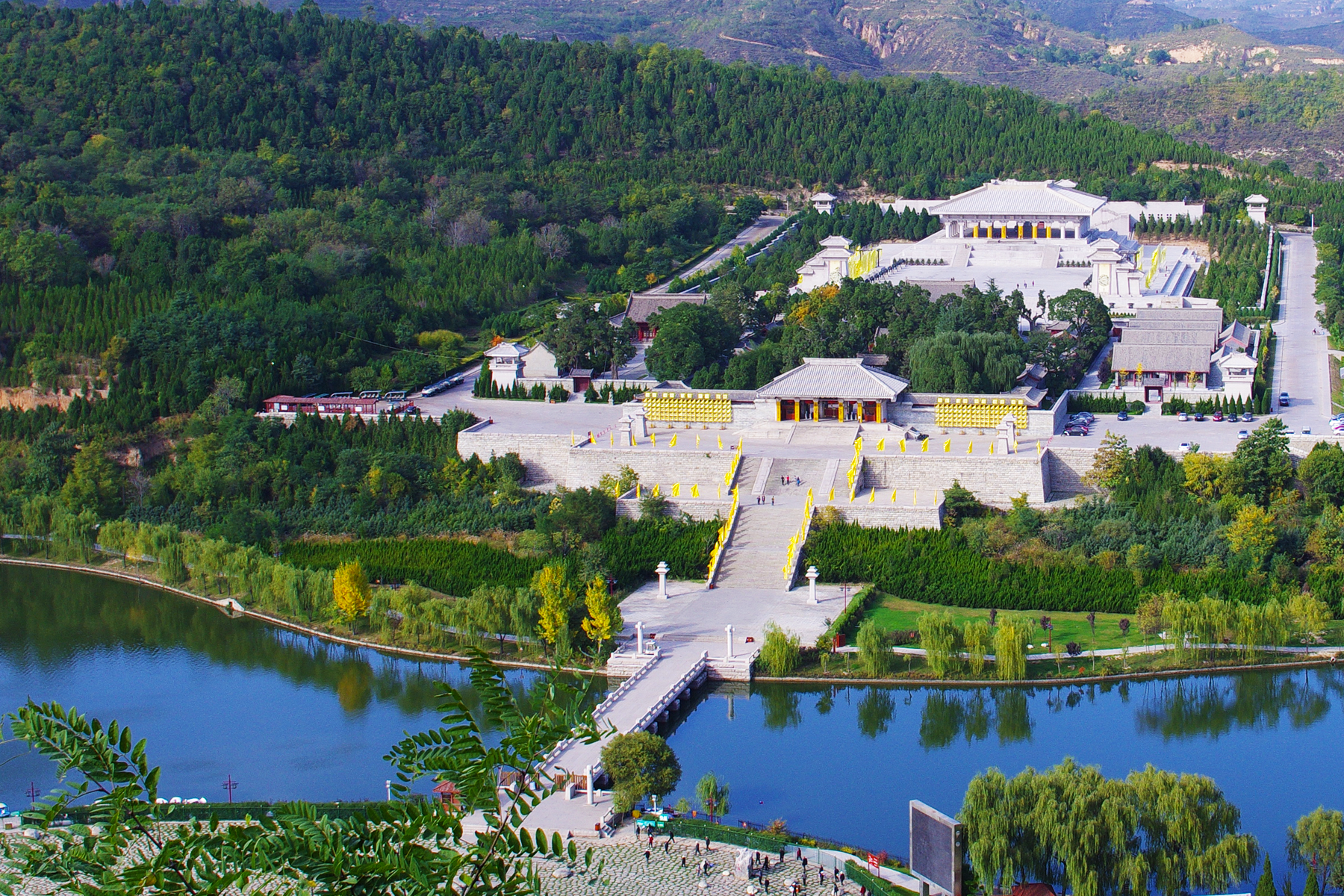
Tempio di Xuanyuan, Yan'an nella provincia di Shaanxi, in prossimità del presunto sito di sepoltura di Huang Di

La religione ha subito un rapido aumento dei praticanti tra gli anni 1970 e 1980 (da 10.000 a 100.000), concentrati in particolare sull'isola di Taiwan (nel 2000 circa lo 0,6% della popolazione), seguito da un rapido declino dopo la morte del suo fondatore nel 1989.
La sua struttura nel 2000 si componeva di 18 templi, 110 sacerdoti, un seminario, un ospizio, otto istituti per il proselitismo, tre cliniche ed una casa editrice.
La guida spirituale di questa religione è detto Tachungpo e il tempio più grande è situato a Tamsui, a Taiwan.
Importanti cerimonie vengono svolte anche in Cina a Xinzheng (presso Zhengzhou) e Yan'an, i due presunti luoghi rispettivamente di nascita e di sepoltura di Huang Di, località che riuniscono le celebrazioni di altri culti degli antenati i quali, al pari del Xuanyuanjiao, vedono nell'imperatore giallo l'antenato comune e il "cuore della razza cinese".